# جوایز موسیقی آسیایی ام‌نت
جوایز موسیقی آسیایی ام‌نت (کره‌ای: 한국어
엠넷 아시안 뮤직 어워드؛ انگلیسی: Mnet Asian Music Awards) (اختصاری MAMA) (ماما) یک مراسم مهم اعطای جوایز موسیقی در کره جنوبی است که توسط شرکت سرگرمی سی‌جی ئی اند ام سالیانه برگزار می‌شود. اکثر جوایز به هنرمندان کی-پاپ اهدا می‌شود، هرچند که برخی از جوایز به دیگر هنرمندان آسیایی نیز داده می‌شود. مراسم اهدای جوایز، اولین بار در سئول سال ۱۹۹۹ برگزار شد و از ام‌نت به روی آنتن رفت. MAMA بین سال‌های ۲۰۱۰ تا ۲۰۱۷ و ۲۰۱۹ در خارج از کره جنوبی برگزار شد و اکنون در سطح بین‌المللی پخش می‌شود.